# 850 до н. е.

## Події
Цар Ассирії Салманасар ІІІ розгромив халдеїв і зруйнував їх фортеці.
Ахазія, цар Ізраїлю.
Такелот ІІ, фараон ХХІІ (лівійської) династії у Єгипті.
Мідас І, легендарний цар Фригії.
Пританід, цар Спарти з династії Еврипонтидів.